# تريادة (بعدان)

تعديل مصدري - تعديل

تريادة هي إحدى قرى عزلة دلال بمديرية بعدان التابعة لمحافظة إب، بلغ تعداد سكانها 546 نسمة حسب تعداد اليمن لعام 2004.

## يوجد فيها مسجدان الاول يقع في منتصف القريه والاخر عند مدخل القريه لجهه اليمين واشهر معالمها وجود بير يسمى ببير الحيفه الذي لاينقطع الماء عنه طول السنه حيث يتم استخراج المياه منه اثنان الجفاف ولا احد يعلم من الذي بناه وايضا يوجد بمدخل القريه سد كبير لخزن المياه اثناء هطول الامطار تم بنائه على نفقة ال سابحه
1. ↑  "الدليل الشامل - محافظة إب - مديرية بعدان - عزلة دلال". www.yemenna.com. مؤرشف من الأصل في 2019-11-21. اطلع عليه بتاريخ 2019-11-21.
2. ↑  "الجهاز المركزي للإحصاء بالجمهورية اليمنية". الجهاز المركزي للإحصاء. مؤرشف من الأصل في 2017-01-29. اطلع عليه بتاريخ 2014-08-12.

- المركز الوطني للمعلومات باليمن